# モナステローロ・カゾット
モナステローロ・カゾット（伊: Monasterolo Casotto）は、イタリア共和国ピエモンテ州クーネオ県にある、人口約100人の基礎自治体（コムーネ）。

## 地理

### 位置・広がり

#### 隣接コムーネ
隣接するコムーネは以下の通り。
- リージオ
- モンバジーリオ
- パンパラート
- サン・ミケーレ・モンドヴィ
- スカニェッロ
- トッレ・モンドヴィ
- ヴィオーラ

#### 地震分類
イタリアの地震リスク階級 (it) では、3 に分類される
。

## 行政

### 分離集落
モナステローロ・カゾットには、以下の分離集落（フラツィオーネ）がある。
- Borgata Sottana, Borgata Cravena, Borgata Soprana, Borgata Case Scuole